# ريكاردو هورتا
ريكاردو هورتا (بالبرتغالية: Ricardo Horta) (15 سبتمبر 1994 البرتغال - ) هو لاعب كرة قدم برتغالي، يلعب كمهاجم.

## روابط خارجية
- ريكاردو هورتا على موقع الاتحاد الأوربي (الإنجليزية)
- ريكاردو هورتا على موقع قاعدة بيانات كرة القدم.إي يو (الإنجليزية)
- ريكاردو هورتا على موقع ليكيب (الفرنسية)
- ريكاردو هورتا على موقع ناشيونال فوتبول تيمز (الإنجليزية)
- ريكاردو هورتا على موقع Soccerbase.com (لاعب) (الإنجليزية)
- ريكاردو هورتا على موقع Soccerway.com (الإنجليزية)
- ريكاردو هورتا على موقع عالم كرة القدم.نت (الإنجليزية)
- ريكاردو هورتا على موقع AS.com (الإسبانية)